# 川李村
川李村（かわすももむら）は、かつて新潟県古志郡にあった村。

## 沿革
- 1889年（明治22年）4月1日 - 町村制施行に伴い古志郡川袋村、李崎村、三島郡脇川新田が合併し、川李村が発足。
- 1901年（明治34年）11月1日 - 古志郡芹川村と合併し、下川西村となり消滅。